# Robert Cruickshank
Robert Gordon Cruickshank (Londres, 19 de febrero de 1963) es un deportista británico que compitió en vela en la clase Soling. Participó en los Juegos Olímpicos de Barcelona 1992, obteniendo una medalla de bronce en la clase Soling (junto con Lawrie Smith y Simon Stewart).

## Palmarés internacional
| \| Juegos Olímpicos \| Juegos Olímpicos \| Juegos Olímpicos \| Juegos Olímpicos \| \| Año \| Lugar \| Medalla \| Clase \| \| ---------------- \| ------------------ \| ----------------- \| ---------------- \| \| 1992 \| Barcelona (España) \| Medalla de bronce \| Soling \| |                    |                   |        |
| Juegos Olímpicos |                    |                   |        |
| Año | Lugar              | Medalla           | Clase  |
| 1992 | Barcelona (España) | Medalla de bronce | Soling |